# 帕特里克·多爾古
帕特里克·奇纳扎埃克佩雷·多尔古（丹麥語：Patrick Chinazaekpere Dorgu；2004年10月26日—），丹麥職業足球員，現效力英超球隊曼聯，他是尼日利亞後裔。

## 外部連結
- Soccerway資料庫：帕特里克·多爾古